# Герцог Пастрана

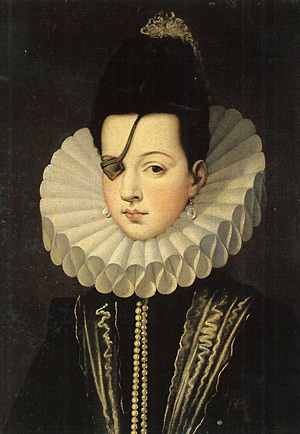
Ана де Мендоса, герцогиня де Пастрана, принцесса де Эболи (1540—1592), супруга Руя Гомеса де Сильвы, 1-го герцога де Пастрана

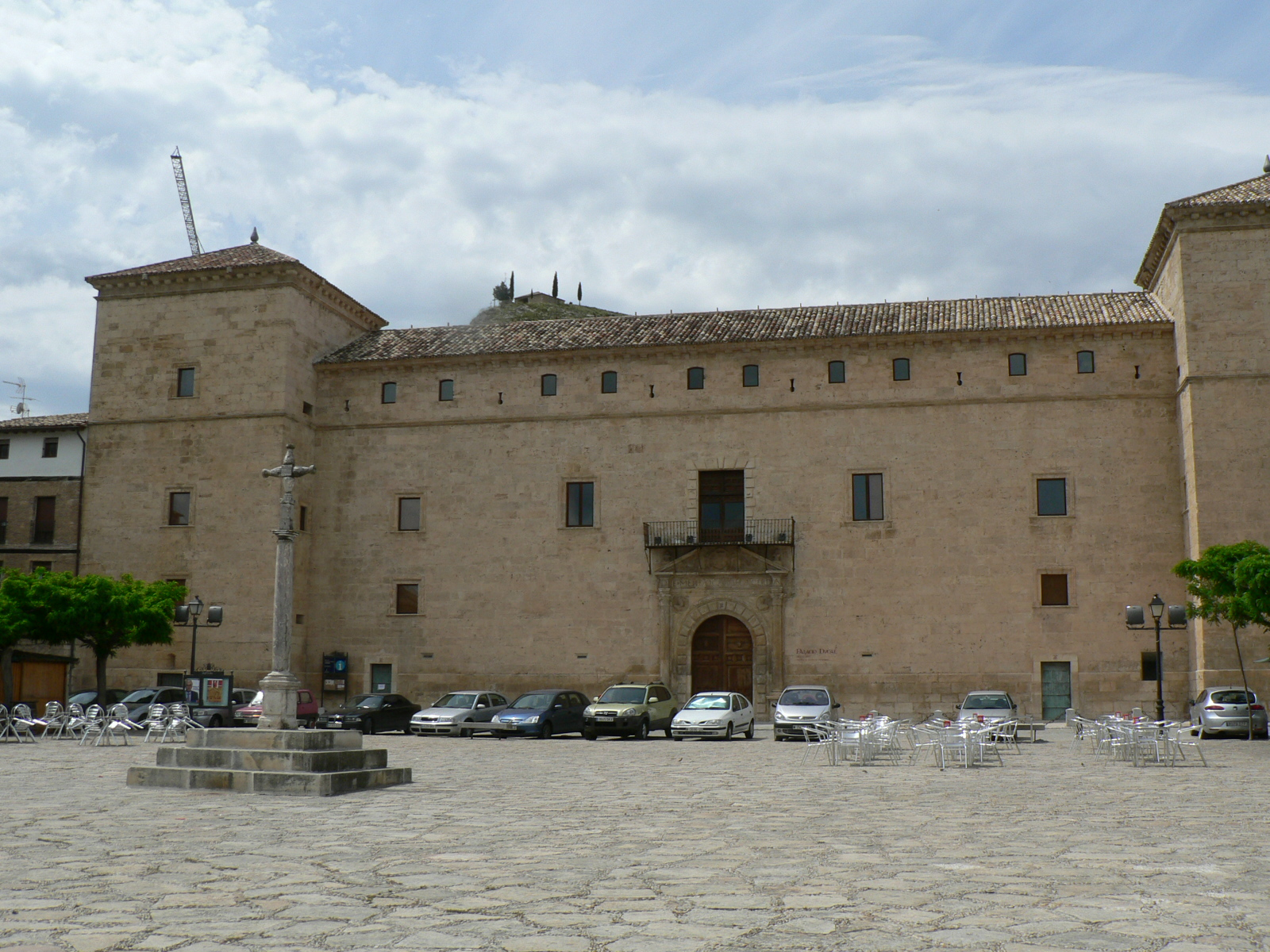
Дворец герцогов Пастрана, город Пастрана, провинция Гвадалахара

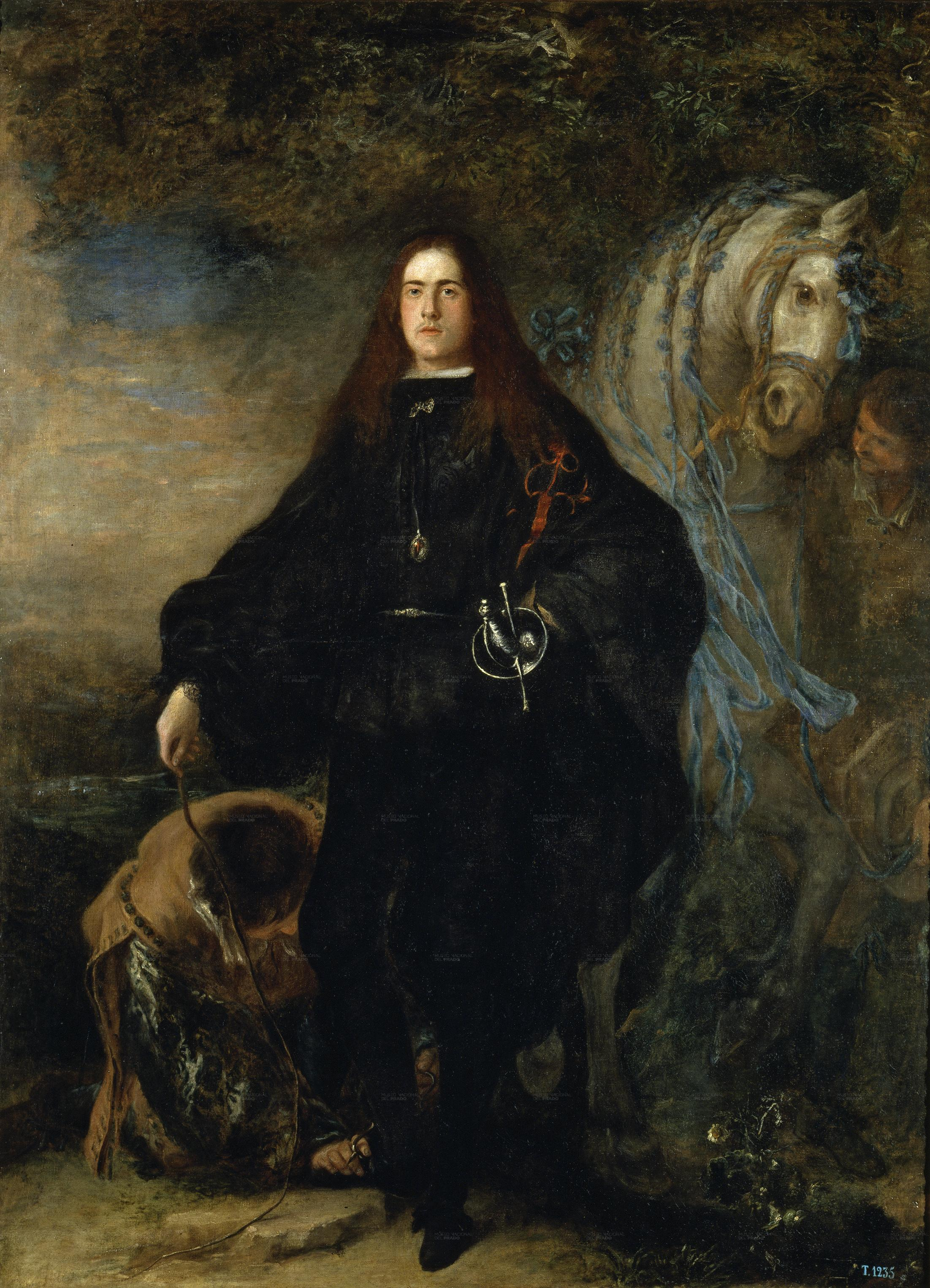
Грегорио де Сильва и Мендоса, герцог де Пастрана. художник Хуан Карреньо де Миранда. Музей Прадо, Мадрид.

Герцог де Пастрана — испанский аристократический титул. Он был создан 20 декабря 1572 года королем Филиппом II для португальского аристократа Руя Гомеса де Сильвы (1516—1573), принца Эболи, аделантадо Касорлы, мэра Уэте и кавалера Ордена Калатравы.
Название герцогского титула происходит от названия города Пастрана, провинция Гвадалахара (автономное сообщество Кастилия-Ла-Манча), где находится роскошный герцогский дворец.

## Герцоги де Пастрана
|                             | Титул | Период                      |
| Креация создана Филиппом II | Креация создана Филиппом II | Креация создана Филиппом II |
| --------------------------- | --- | --------------------------- |
| I                           | Руй Гомес де Сильва (1516 — 29 июля 1571), второй сын Франсиско де Сильвы и Марии де Нороньи | 1572-1573                   |
| II                          | Родриго де Сильва и Мендоса (ноябрь 1562 — 30 января 1596), второй сын предыдущего и Аны де Мендосы и Ла Серды, принцессы де Мелито (1540—1592) | 1573-1596                   |
| III                         | Руй Гомес де Сильва и Мендоса де ла Серда (1 октября 1585—1626), сын Родриго де Сильвы и Мендосы, 2-го герцога де Пастраны (1562—1596) и Аны де Португаль и Борха (ок. 1560—1630) | 1596-1626                   |
| IV                          | Родриго Диас де Вивар де Сильва и Мендоса (1 августа 1614 — 25 декабря 1675), старший сын предыдущего и Леонор де Гусман эль Буэно и Сильвы (ок. 1590—1657) | 1626-1675                   |
| V                           | Грегорио Мария де Сильва и Мендоса (24 апреля 1649 — 1 сентября 1693), второй сын предыдущего и Каталины Гомес де Сандоваль и Мендосы, 6-й маркизы дель Сенете (1616—1686) | 1675-1693                   |
| VI                          | Хуан де Диос де Сильва-и-Мендоса-и-Аро (13 ноября 1672 — 9 декабря 1737), младший сын предыдущего и Марии Мендес де Аро и Фернандес де Кордова (ок. 1650—1693) | 1693-1737                   |
| VII                         | Мария Тереса де Сильва и Гутьеррес де лос Риос (1707—1770), вторая дочь предыдущего и Марии Терезы Гутьеррес де лос Риос Сапата и Гусман (ум. 1737) | 1737-1770                   |
| VIII                        | Педро де Алькантара Альварес де Толедо и Сильва Мендоса и Пиментель (27 декабря 1729 — 10 июня 1790), старший сын Мигеля Альвареса де Толедо, 10-го маркиза де Тавара, графа де Виллада (ум. 1734), и Марии Франсиски де Сильва Мендосы и Сандоваль, герцогини дель Инфантадо, Пастраны и Лермы (1707—1770) | 1770-1790                   |
| IX                          | Педро де Алькантара Альварес де Толедо и Сальм-Сальм (20 июля 1768 — 27 ноября 1841), старший сын предыдущего и Марии Аны, принцессы де Сальм-Сальм (1740—1816) | 1790-1841                   |
| X                           | Педро де Алькантара Тельес-Хирон и Бофор Спонтин (10 сентября 1810 — 29 сентября 1844), старший сын Франсиско де Борха Тельес-Хирона и Пиментеля, 10-го герцога де Осуна (1785—1820), и Марии Франсиски де Бофор и Альварес де Толедо, графини де Бофор-Спонтин (1785—1830)                                 | 1841-1844                   |
| XI                          | Мариано Тельес-Хирон и Бофор Спонтин (19 июля 1814 — 2 июня 1882), второй сын Франсиско де Борха Тельес-Хирона и Пиментеля, 10-го герцога де Осуна (1785—1820), и Марии Франсиски де Бофор и Альварес де Толедо, графини де Бофор-Спонтин (1785—1830), младший брат предыдущего                             | 1844-1852                   |
| XII                         | Мануэль Альварес де Толедо Ласпарре Сальм-Сальм и Вальедор (1805—1886), единственный сын Педро де Алькантара Мануэля де Толедо и Сальм-Сальм Уртадо де Мендосы, 13-го герцога дель Инфантадо (1768—1841), и Мануэлы Ласпарре Вальедор                                                                       | 1852-1886                   |
| XIII                        | Альфонсо де Бустос-и-Бустос (23 ноября 1861 — 25 декабря 1928), единственный сын Хосе де Бустоса-и-Кастилья-Португаль, 10-го виконта де Риаса (ум. 1896), и Марии де лос Долорес де Бустом и Рикельме, маркизы де Корвера (1840-?)                                                                          | 1886-1909                   |
| XIV                         | Рафаэль де Бустос-и-Руис де Арана (12 февраля 1885 — 21 декабря 1943), второй сын предыдущего и Марии Исабель Луисы Руис де Арана-и-Осорио де Москосо (1865—1939) | 1909-1943                   |
| XV                          | Касильда де Бустос-и-Фигероа (2 ноября 1910 — 3 июля 2000), старшая дочь предыдущего и Касильды де Фигероа и Алонсо-Мартинес (1889-?) | 1945-2000                   |
| XVI                         | Хосе Мария де ла Бланка Финат и Бустос (род. 13 января 1932), второй сын предыдущей и Хосе Фината и Эскривы, графа де Фината и де Маяльде (1904—1995) | 2000 — настоящее время      |